# Popove, Velîka Bahacika
Popove (în ucraineană Попове) este un sat în comuna Kornienkî din raionul Velîka Bahacika, regiunea Poltava, Ucraina.

## Demografie
Componența lingvistică a localității Popove
     Ucraineană (99,32%)
     Alte limbi (0,68%)
Conform recensământului din 2001, majoritatea populației localității Popove era vorbitoare de ucraineană (99,32%), existând în minoritate și vorbitori de alte limbi.